# Thysanococcus chinensis
Thysanococcus chinensis är en insektsart som beskrevs av Stickney 1934. Thysanococcus chinensis ingår i släktet Thysanococcus och familjen Halimococcidae. Inga underarter finns listade i Catalogue of Life.